# Ertha Pascal-Trouillot
Pour les articles homonymes, voir Pascal et Trouillot.
Ertha Pascal-Trouillot, née le 13 août 1943 à Pétion-Ville, est une magistrate et femme politique haïtienne, première femme présidente de la République à titre provisoire de mars 1990 au 7 février 1991.

## Biographie
Juriste de formation, Ertha Pascal devient la première femme avocate du pays en 1971, puis la première femme membre de la Cour de cassation en 1986, peu après la chute du régime de Jean-Claude Duvalier.
Le 10 mars 1990, à la suite de manifestations de rue, le général Prosper Avril est contraint de quitter le pouvoir qu'il détenait depuis septembre 1988. Le nouveau dirigeant, le général Hérard Abraham engage alors de discrètes négociations avec l'« Assemblée de concertation », qui regroupe douze partis de l'opposition, afin de remettre le pouvoir à une autorité civile dirigée par une personnalité indépendante. Le choix se porte sur Ertha Pascal-Trouillot qui prête serment comme présidente de la République provisoire le 13 mars.
L'essentiel de son temps de présence à la tête du pays est consacré à maintenir la paix civile et à préparer l'organisation d'une élection présidentielle, la première qui se soit déroulée sans contrainte à Haïti. Le 16 décembre 1990, Jean-Bertrand Aristide remporte le scrutin, avec 67 % des voix.
Toutefois, avant l'achèvement de la période intérimaire, une tentative de coup d'État a lieu, en janvier 1991, au cours de laquelle Roger Lafontant manque de s'emparer du pouvoir et pousse la présidente à démissionner. Mais le général Abraham met son autorité dans la balance et fait échouer la manœuvre, permettant une libre transition démocratique, le 7 février 1991, entre Ertha Pascal-Trouillot et Jean-Bertrand Aristide.

## Engagement en faveur des femmes
En tant que première femme à diriger Haïti, Ertha Pascal-Trouillot a incarné une figure centrale de la lutte pour la reconnaissance des droits des femmes dans les sphères politiques et juridiques haïtiennes. Son accession à la présidence a marqué un tournant symbolique dans un pays où les femmes ont longtemps été marginalisées du pouvoir. Elle a exprimé à plusieurs reprises son admiration pour les femmes ayant participé à l’indépendance haïtienne, ainsi que pour celles engagées dans les mouvements féministes contemporains,.
Dans l’introduction de son ouvrage Rétrospectives… Horizons, elle rend hommage aux « gloires nationales » et aux « groupements féministes, associations féminines et à toutes celles qui œuvrent pour l’émancipation de la femme », affirmant que c’est en solidarité avec ces combats qu’elle poursuit son engagement. Au-delà de sa fonction politique, elle a consacré une partie de ses travaux académiques et juridiques à des sujets sensibles liés aux droits des femmes : le droit à la contraception, la reconnaissance des enfants illégitimes, les droits des concubines, la rupture de promesse de mariage ou encore l’extension des droits des femmes mariées.
Durant son mandat intérimaire, elle a insisté sur l’importance de l’éducation, en particulier pour les jeunes filles, et a promu un climat politique fondé sur la concertation, la neutralité et la paix civile.
Pour Ertha Pascal-Trouillot, la lutte pour l’émancipation féminine constituait une voie essentielle pour faire progresser le droit et l’adapter aux réalités de la société haïtienne moderne. Elle considère les discriminations faites aux femmes — violences domestiques, harcèlement sexuel, inégalités de salaire, viols — comme des manifestations persistantes de la domination masculine, contre lesquelles il fallait continuer de se mobiliser,,.

## Vie privée
En 1971, Ertha Pascal épouse Ernest Trouillot, qui décède en 1987, dont elle a une fille unique Yantha.

## Sources
- « Haïti. Portrait de Mme Trouillot Première en tout », Jean-Michel Caroit, Le Monde, 14 mars 1990.
- Profil d'Ertha Pascal-Trouillot sur Haiti-Référence.